# Clemente Molli
Clemente Molli (zm. ok. 1678 w Wenecji) – włoski rzeźbiarz, malarz i architekt; twórca posągu wieńczącego Kolumnę Zygmunta w Warszawie.

## Życiorys
Pochodził z Bolonii. Tworzył pod wpływem Belliniego. Jego prace znajdują się w kościołach w Bolonii, Rawennie, Wenecji i Warszawie. Był twórcą rzeźb ołtarzowych, a przede wszystkim – posągów świętych na kolumnach, m.in. figury Matki Boskiej przed Bazyliką Santa Maria Maggiore w Rzymie. 
W 1643 r. w Warszawie na zlecenie króla Władysława IV stworzył model posągu ojca monarchy, króla Zygmunta III, w roku następnym odlany w brązie przez Daniela Tyma. Podpisał również (tytułując się „rzeźbiarzem JKM Polski i Szwecji“) z rektorem Akademii Krakowskiej umowę na brązowy posąg Władysława IV, lecz projekt nie został zrealizowany. Przed 1649 r. artysta wrócił do Italii.

## Galeria

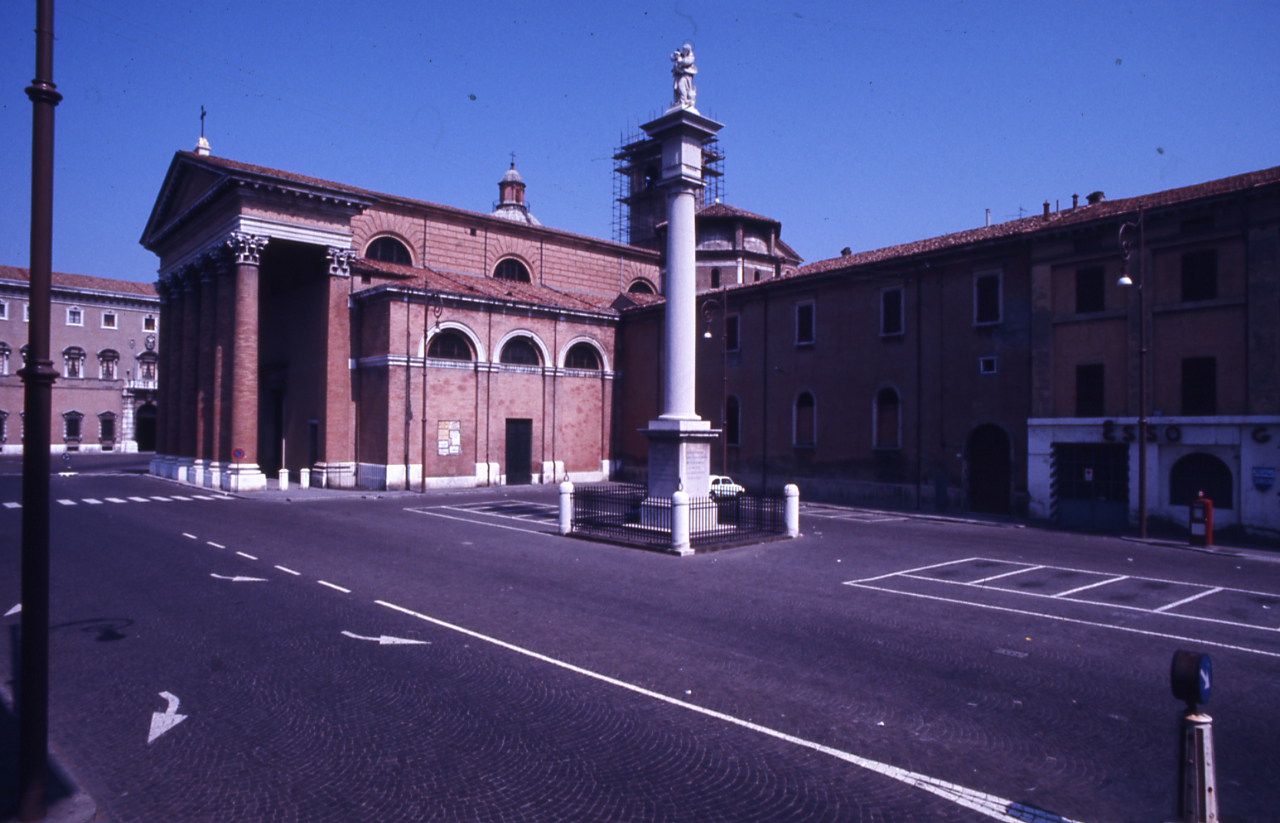
Madonna del Fuoco, piazza del Duomo, Forlì
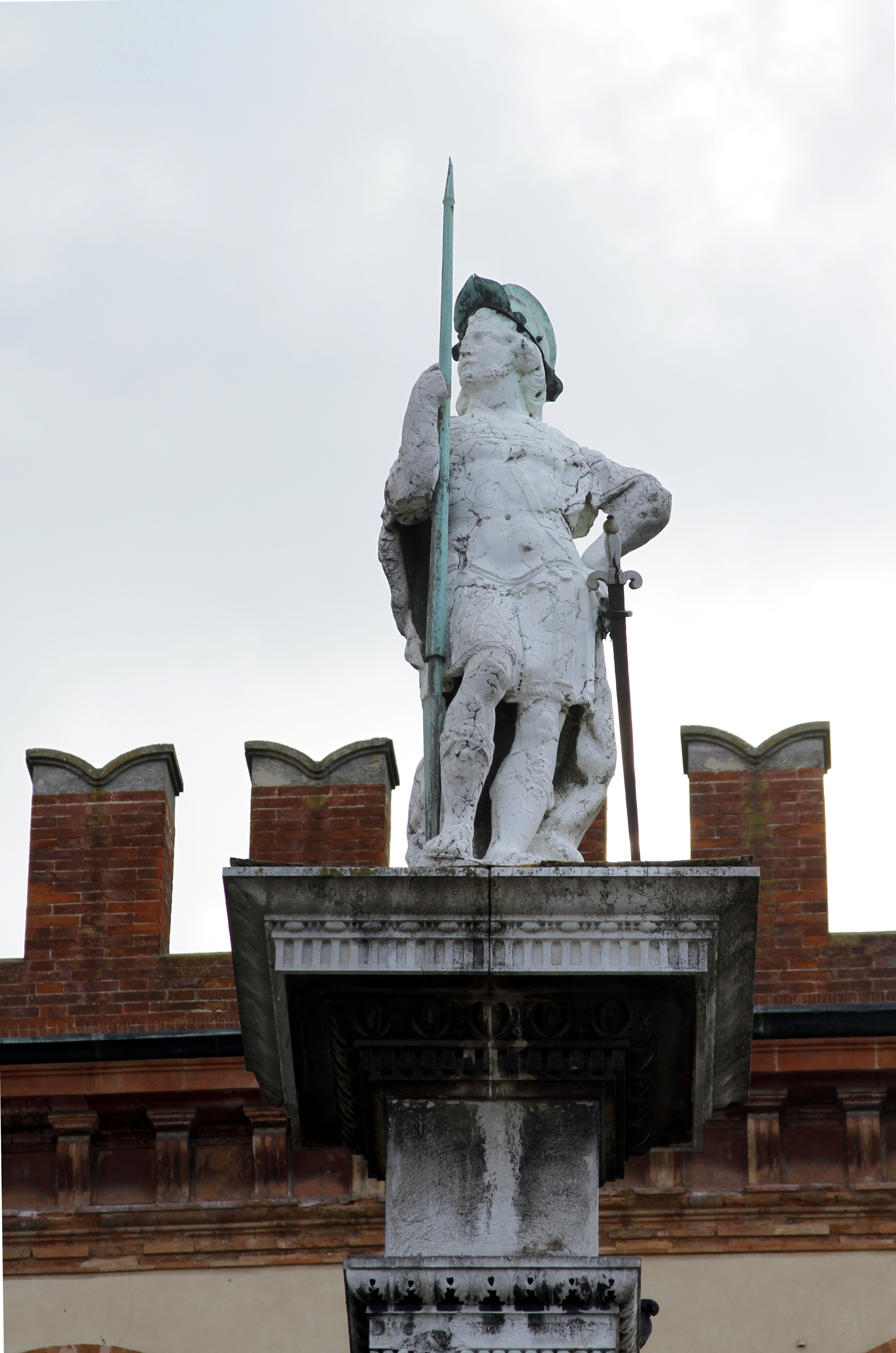
San Vitale, piazza del Popolo, Rawenna
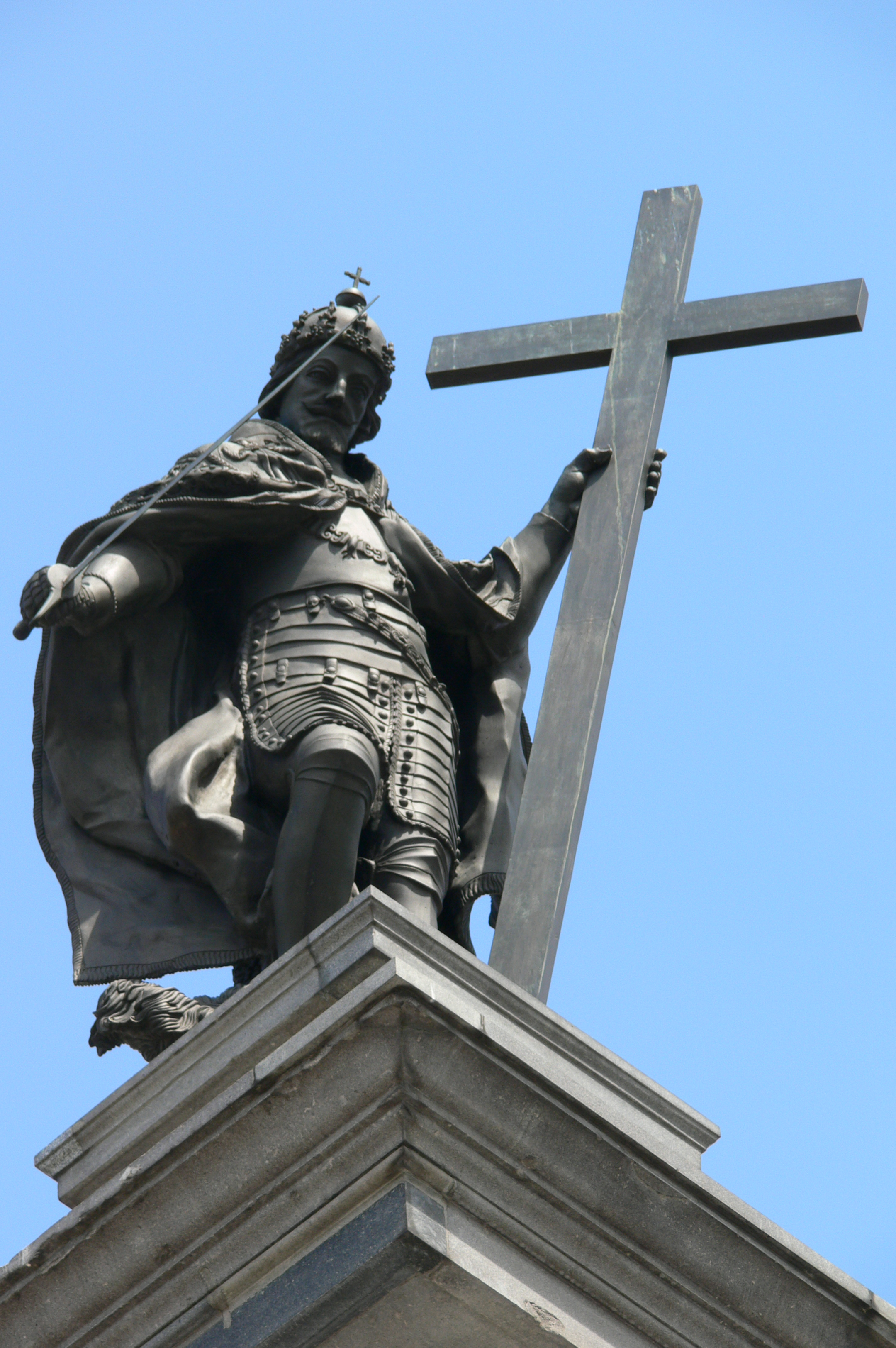
Kolumna Zygmunta III Wazy w Warszawie